# Martin Dumollard

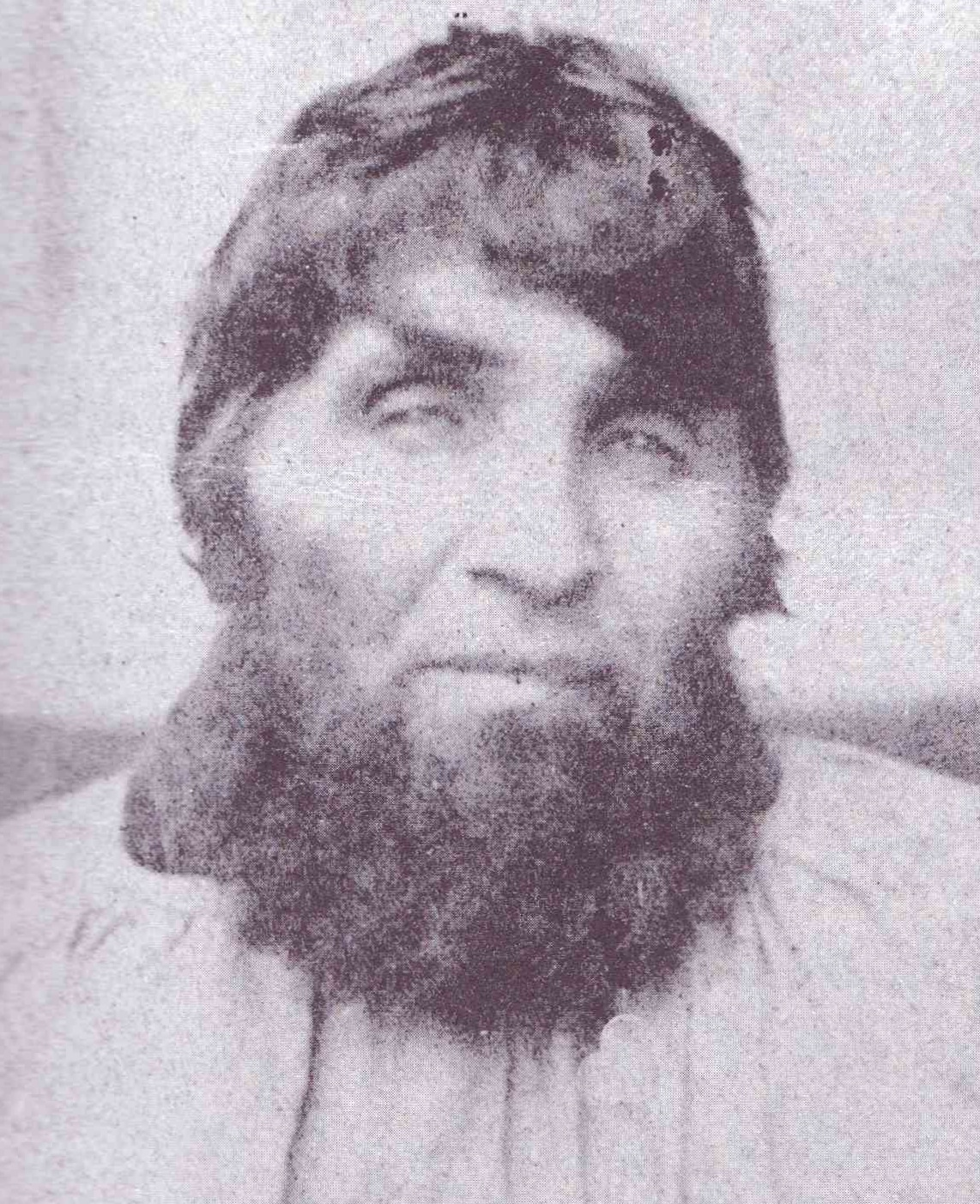
Martin Dumollard w 1861 roku

Martin Dumollard (ur. 21 kwietnia 1810 w Tramoyes, zm. 8 marca 1862 w Montluel) – francuski rolnik i seryjny morderca. Stracony na gilotynie za zabójstwa dokonane na młodych kobietach.

## Biografia
Urodził się w 1810 roku. Jego ojcem był Węgier Jean-Pierre Dumollard, a matką Francuzka Josèphe Rey. Jego ojciec był ścigany przez austriacki wymiar sprawiedliwości za zbrodnię dokonaną na terenie tego kraju. Próbując uciec wraz z rodziną, często zmieniał miejsce zamieszkania, przenosząc się do Włoch i Francji. Kiedy Martin miał cztery lata, jego ojciec został w końcu schwytany i stracony w Padwie. Wdowa z synem powróciła do Francji, gdzie oboje cierpieli biedę.
Jako dorosły, Martin Dumollard ożenił się z Marianne Martinet i osiadł w Dagneux w regionie Lyonu. W tych okolicach popełniał swoje zbrodnie przy aktywnym współudziale żony przez prawie dziesięć lat.
Jego ofiarami były młode dziewczęta, które poznawał na targach i rynkach. Zwabiał je do swojego domu oferując pracę służącej lub gospodyni domowej.
Tam dusił je sznurem. Ubrania ofiar sprzedawał na rynku.
W kwietniu 1860 roku jednej z jego ofiar, Marie Pichon, udało się uciec i powiadomić żandarmerię. Dzięki jej rysopisowi Dumollard został aresztowany 3 czerwca 1861 roku. Podczas przesłuchania Dumollard zachował spokój i konsekwentnie wszystkiemu zaprzeczał. Ponieważ jednak pojawili się nowi świadkowie, którzy potwierdzili wersję Marii, Dumollard zmienił zeznania, próbując przypisać winę za morderstwa dwóm wspólnikom, a sam przyznając się jedynie do porywań.
Ostatecznie pogrążyły go zeznania żony, która naciskana przez śledczych przyznała się do współudziału w jego zbrodniach, rzekomo przymuszona przez męża.
Zwłoki niektórych z ofiar znaleziono w Lyonie i na północ od Dagneux. W jego domu znaleziono ubrania i bieliznę wielu zaginionych kobiet.
Martin Dumollard został skazany za zamordowanie co najmniej sześciu młodych dziewcząt i próbę zabójstwa dziewięciu innych kobiet. Został skazany na śmierć i stracony w publicznej egzekucji na gilotynie w Montluel w dniu 8 marca 1862 r.
Jego żona, Marianne Dumollard, została skazana na 20 lat ciężkiego więzienia za współudział.